# Tanguy Cariou
Pour les articles homonymes, voir Cariou.
Tanguy Cariou, né le 21 avril 1973 à Saint-Maur-des-Fossés, est un skipper français.

## Biographie
En 1991, Tanguy Cariou et son équipier Gildas Philippe remportent le Championnat du monde IYRU (International Yacht Racing Union) jeunes sur 420.
Passé sur 470 il remporte, toujours avec Gildas Philippe, le Championnat du monde de cette série en 1998. Ensuite, le duo Philippe-Cariou est médaillé d'argent des Championnats d'Europe de 470 en 1999, termine à la 14e place des Jeux olympiques de 2000 à Sydney et remporte les Championnats d'Europe de 470 à Malcesine la même année.